# Paulina Hnida
Paulina Hnida (ur. 10 stycznia 1995) – polska lekkoatletka, tyczkarka.

## Kariera
Wicemistrzyni Polski na stadionie (2018) i w hali (2013). Wielokrotna mistrzyni kraju w kategoriach młodzików, kadetów i juniorów, wielokrotna medalistka mistrzostw Polski młodzieżowców i seniorów. Reprezentantka Polski (13. miejsce) podczas mistrzostw Europy juniorów (2013) we włoskim Rieti.
Jej ojciec Artur i dziadek Jerzy są dwukrotnymi mistrzami Polski w koszykówce.
Jej trenerem jest Dariusz Łoś.

## Rekordy życiowe
- Skok o tyczce (stadion) – 4,00 (2014, 2017 i 2018)
- Skok o tyczce (hala) – 4,00 (2014)